# .scot
A .scot egy internetes legfelső szintű tartomány (TLD) kód, melynek előkészítését 2005-ben kezdték, amit végül 2014 júniusában jegyeztek be. A domainnév Skócia számára és a skót kultúra valamint a skót gael és a scots nyelv népszerűsítésére készült. A domain próbaidőszaka 2014. július 15-én kezdődött, az első valós, élő domainek bejegyzése várhatóan 2014 szeptemberében kezdődik. Csak olyan neveket jegyeznek majd be, amelyek kapcsolódnak Skóciához, a skót kultúrához, valamint a Skóciában használt nemzeti nyelvekhez.
A 2008-ban a dotSCOT által, több más hasonló kulturális alapú szervezettel karöltve (pl. a dotBZH a breton, a dotCYMRU a walesi, a dotEUS a baszk kultúráért) megalapított ECLID indította útjára a nemzeti domainek ügyét. 2012-ben kiadtak egy listát a bevezetendő domainekról, amelyen a .scot is megtalálható volt.
2014. január 27-én a Dot Scot Registry bejelentette, hogy megegyezés született a .scot domain bevezetésérél, ami 2014 nyarán kezdődhet.
2014. július 16-án a .scot hivatalosan elindult.